# Alosa lleonada
L'alosa lleonada (Calendulauda africanoides) és una espècie d'ocell de la família dels alàudids (Alaudidae)

## Hàbitat i distribució
Habita zones àrides amb matolls espinosos i praderies del centre i sud d'Etiòpia, Somàlia, Uganda, oest i centre de Kenya, nord-est de Tanzània. Des del sud d'Angola, sud-oest de Zàmbia, Botswana, centre i sud de Zimbabwe i sud de Moçambic cap al sud fins al sud de Namíbia i nord de Sud-àfrica.